# Appeville-Annebault
Appeville-Annebault est une commune française située dans le département de l'Eure, en région Normandie.

## Géographie

### Localisation
Appeville-Annebault est une commune du Nord-Ouest du département de l'Eure en région Normandie. Située à 120 mètres d'altitude, à cheval sur la région naturelle du Roumois et la vallée de la Risle, elle s'étend sur 13,4 km2 soit 66,2 hab/km2.

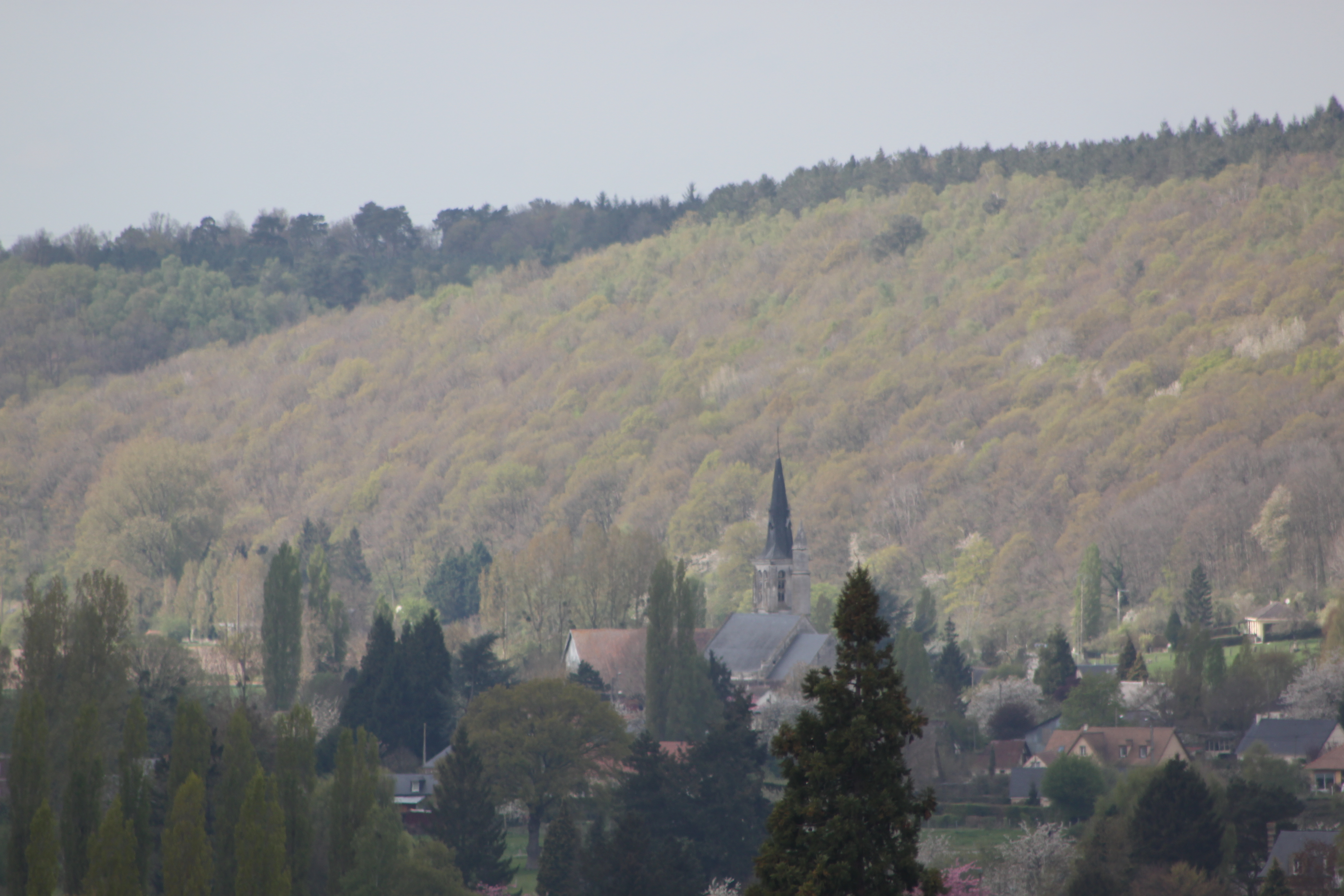
Vue d'Annebault, dans la vallée de la Risle.

| Corneville-sur-Risle, Colletot        | Cauverville-en-Roumois                       | Brestot                         |
| Condé-sur-Risle, Corneville-sur-Risle | Appeville-Annebault                          | Brestot, Illeville-sur-Montfort |
| Condé-sur-Risle                       | Montfort-sur-Risle, Saint-Philbert-sur-Risle | Illeville-sur-Montfort          |

### Boisement
La partie sud-est de la commune d'Appeville-Annebault est couverte par la forêt de Montfort.

### Hydrographie
La commune est située dans le bassin Seine-Normandie. Elle est drainée par la Risle, le ruisseau Saint-Christophe, des bras de la Risle et divers autres petits cours d'eau.la Risle, 
La Risle, d'une longueur de 145 km, prend sa source dans la commune de Planches et se jette  dans la Seine à Berville-sur-Mer, après avoir traversé 52 communes.

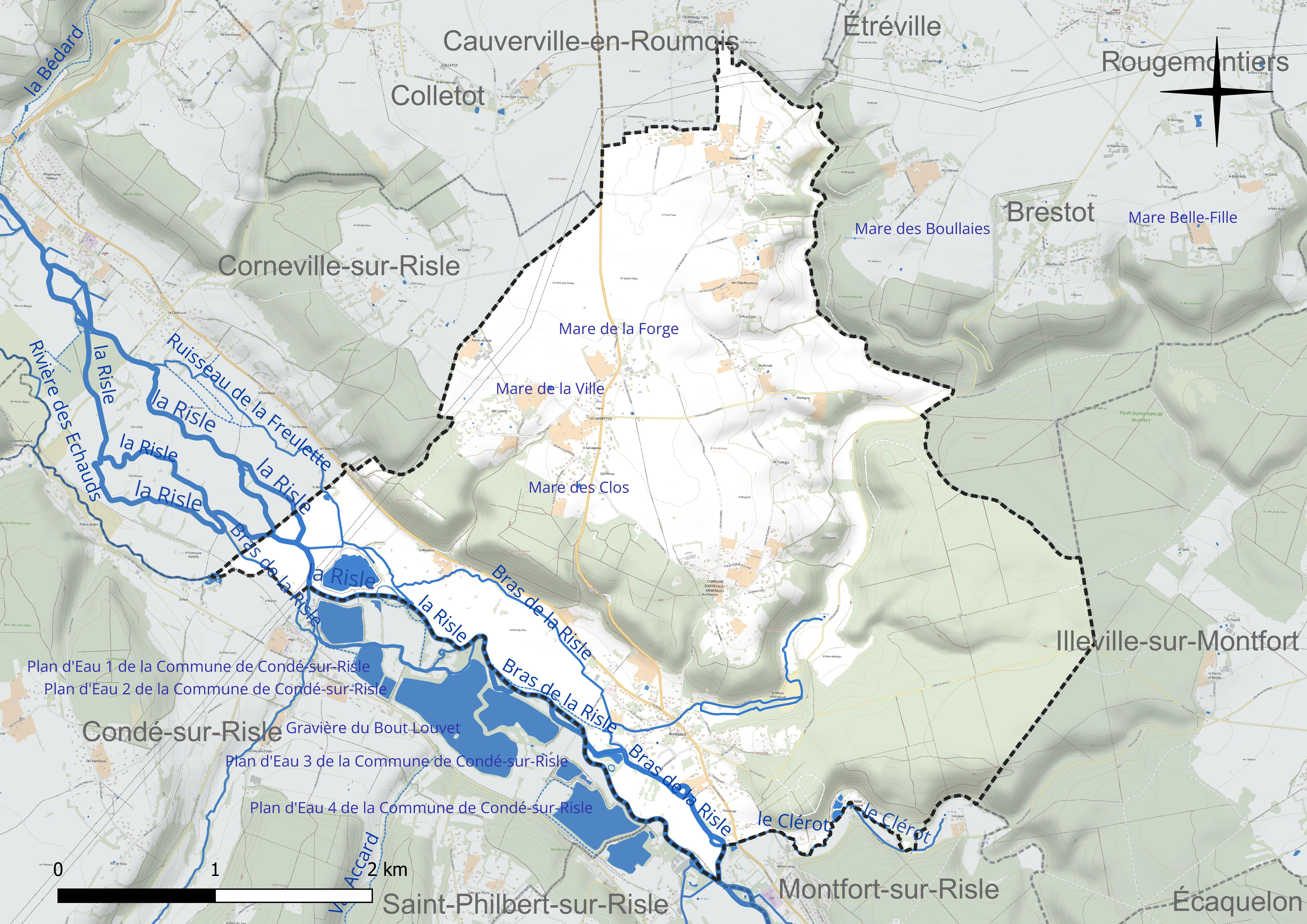
Réseau hydrographique d'Appeville-Annebault.

Quatre plans d'eau complètent le réseau hydrographique : la mare de la Forge (0 ha), la mare de la Ville (0 ha), la mare des Clos (0,1 ha) et le plan d'eau 1 de la commune de Appeville-Annebault (5,7 ha),.

### Climat
Pour des articles plus généraux, voir Climat de la Normandie et Climat de l'Eure.
En 2010, le climat de la commune est de type climat océanique altéré, selon une étude du CNRS s'appuyant sur une série de données couvrant la période 1971-2000. En 2020, Météo-France publie une typologie des climats de la France métropolitaine dans laquelle la commune est exposée à un climat océanique et est dans la région climatique Côtes de la Manche orientale, caractérisée par un faible ensoleillement (1 550 h/an) ; forte humidité de l’air (plus de 20 h/jour avec humidité relative > 80 % en hiver), vents forts fréquents. Parallèlement le GIEC normand, un groupe régional d’experts sur le climat, différencie quant à lui, dans une étude de 2020, trois grands types de climats pour la région Normandie, nuancés à une échelle plus fine par les facteurs géographiques locaux. La commune est, selon ce zonage, exposée à un « climat contrasté des collines », correspondant au Pays d'Auge, Lieuvin et Roumois, moins directement soumis aux flux océaniques et connaissant toutefois des précipitations assez marquées en raison des reliefs collinaires qui favorisent leur formation.
Pour la période 1971-2000, la température annuelle moyenne est de 10,5 °C, avec une amplitude thermique annuelle de 13,4 °C. Le cumul annuel moyen de précipitations est de 834 mm, avec 12,8 jours de précipitations en janvier et 8,5 jours en juillet. Pour la période 1991-2020, la température moyenne annuelle observée sur la station météorologique la plus proche, située sur la commune de Lieurey à 15 km à vol d'oiseau, est de 11,3 °C et le cumul annuel moyen de précipitations est de 893,1 mm,. Pour l'avenir, les paramètres climatiques de la commune estimés pour 2050 selon différents scénarios d’émission de gaz à effet de serre sont consultables sur un site dédié publié par Météo-France en novembre 2022.

## Urbanisme

### Typologie
Au 1er janvier 2024, Appeville-Annebault est catégorisée commune rurale à habitat dispersé, selon la nouvelle grille communale de densité à 7 niveaux définie par l'Insee en 2022. Elle est située hors unité urbaine. Par ailleurs la commune fait partie de l'aire d'attraction de Pont-Audemer, dont elle est une commune de la couronne,. Cette aire, qui regroupe 34 communes, est catégorisée dans les aires de moins de 50 000 habitants,.

### Occupation des sols
L'occupation des sols de la commune, telle qu'elle ressort de la base de données européenne d’occupation biophysique des sols Corine Land Cover (CLC), est marquée par l'importance des territoires agricoles (60,6 % en 2018), une proportion sensiblement équivalente à celle de 1990 (61,3 %). La répartition détaillée en 2018 est la suivante : prairies (39,5 %), forêts (36,4 %), terres arables (21,1 %), zones urbanisées (2,3 %), eaux continentales (0,7 %). L'évolution de l’occupation des sols de la commune et de ses infrastructures peut être observée sur les différentes représentations cartographiques du territoire : la carte de Cassini (XVIIIe siècle), la carte d'état-major (1820-1866) et les cartes ou photos aériennes de l'IGN pour la période actuelle (1950 à aujourd'hui).

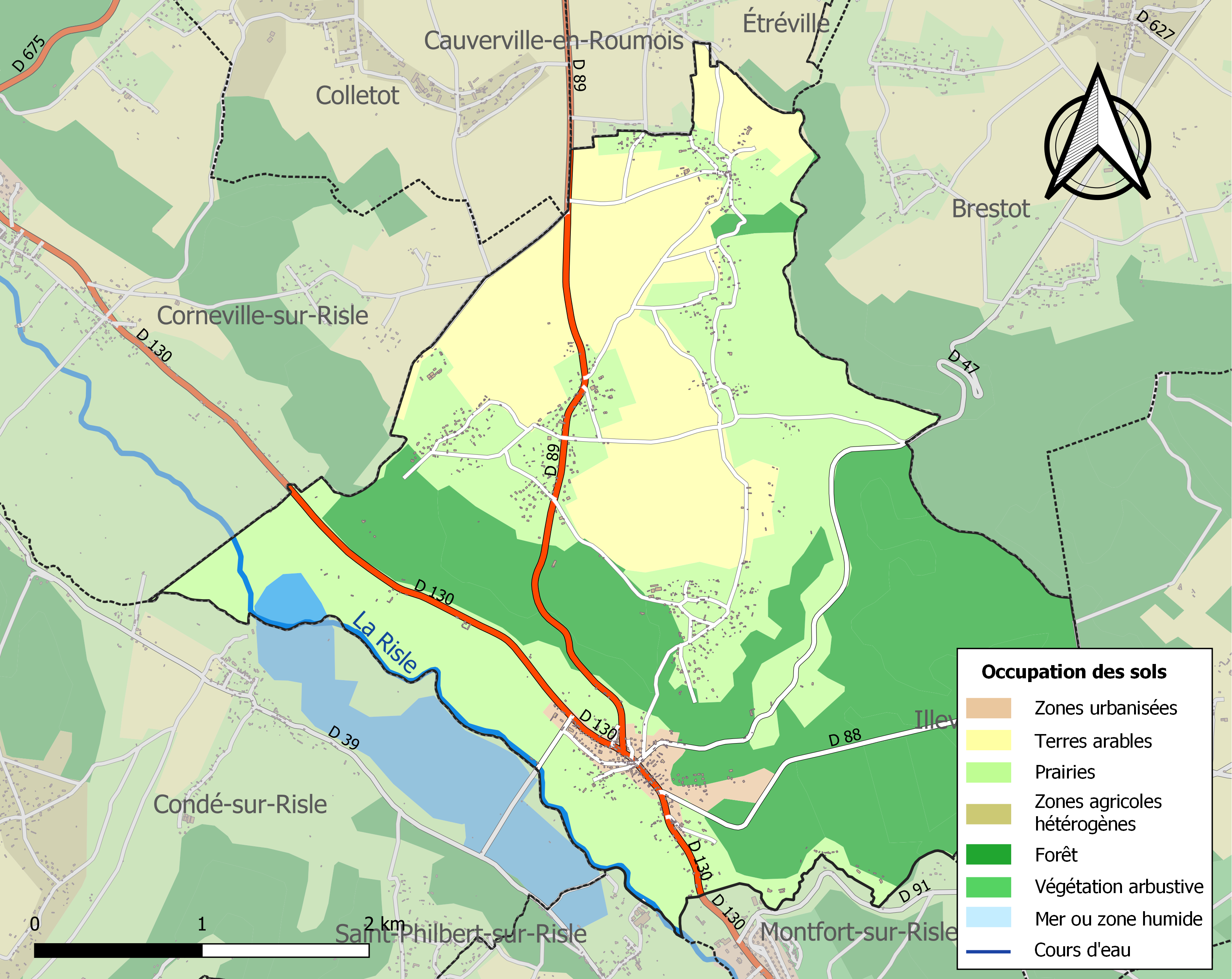
Carte des infrastructures et de l'occupation des sols de la commune en 2018 (CLC).

### Voies de communication et transports
La route départemental 130 relie la commune à Pont-Audemer et Brionne par la vallée. La RD 89 fait le lien entre la vallée et le plateau. Elle place la commune à proximité de la RD 675 et la sortie 26 (Bourneville) de l'autoroute A13.

## Toponymie
Le nom de la localité est attesté sous la forme latinisée Apevilla entre 1070 et 1082, le déterminant complémentaire Annebaut apparaît en 1740, puis paroisse d'Annebaud en 1761, Appeville dit Annebaut en 1780-1789.
Il s'agit d'une formation médiévale en -ville au sens ancien de « domaine rural », terme issu du gallo-roman VILLA « grand domaine rural ». Le premier élément est, comme dans la plupart des cas, un nom de personne germanique, ici il est question plus précisément du nom de personne vieux norrois Api « le singe, le fou » (qui a évolué en Ebbe en danois moderne, cf. aussi l'anglais ape « grand singe »), d’où la signification globale de « domaine rural d’Api ». Le même personnage se retrouve aussi dans Aptuit (parfois écrit Aptuy) au hameau contigu de Corneville-sur-Risle. Le second élément est alors l'appellatif -tuit (autrement thuit) d'origine scandinave thweit et signifiant « essart, défrichement ». Il est possible qu'Aptot, situé à dix kilomètres de là, soit formé également avec le nom du même personnage, à moins qu'il ne s'agisse d'un homonyme. Le second élément -tot, d'origine scandinave, signifie « emplacement, ferme » (cf. danois, anglo-danois -toft).
Il y a plusieurs autres Appeville en Normandie, dont Appeville (Manche).
Annebault est le nom du marquis Claude d'Annebault (Grand amiral de France) qui fut (par mariage) seigneur d'Appeville, dont la famille était originaire d'Annebault dans l'actuel département du Calvados.

## Histoire
Le 23 août 1413, Jehan d'Annebault, chevalier, bénéficie d'un répit d'aveu pour le fief d'Aubigny qui est un hameau d'Appeville-Annebault[réf. incomplète].

## Politique et administration
| Période                                  | Période  | Identité         | Étiquette | Qualité  |
| ---------------------------------------- | -------- | ---------------- | --------- | -------- |
| mars 2008                                | 2020     | Michel Denhez    | DVD       | Retraité |
| 2020                                     | En cours | Carole de Andres |           |          |
| Les données manquantes sont à compléter. |          |                  |           |          |

## Démographie
L'évolution du nombre d'habitants est connue à travers les recensements de la population effectués dans la commune depuis 1793. Pour les communes de moins de 10 000 habitants, une enquête de recensement portant sur toute la population est réalisée tous les cinq ans, les populations de référence des années intermédiaires étant quant à elles estimées par interpolation ou extrapolation. Pour la commune, le premier recensement exhaustif entrant dans le cadre du nouveau dispositif a été réalisé en 2004.

En 2022, la commune comptait 996 habitants, en évolution de −2,73 % par rapport à 2016 (Eure : −0,25 %, France hors Mayotte : +2,11 %).
| 1793  | 1800  | 1806  | 1821  | 1831  | 1836  | 1841  | 1846  | 1851  |
| ----- | ----- | ----- | ----- | ----- | ----- | ----- | ----- | ----- |
| 1 023 | 1 086 | 1 120 | 1 147 | 1 147 | 1 088 | 1 071 | 1 033 | 1 040 |

| 1856 | 1861 | 1866 | 1872 | 1876 | 1881 | 1886 | 1891 | 1896 |
| ---- | ---- | ---- | ---- | ---- | ---- | ---- | ---- | ---- |
| 993  | 951  | 895  | 807  | 771  | 720  | 684  | 657  | 644  |

| 1901 | 1906 | 1911 | 1921 | 1926 | 1931 | 1936 | 1946 | 1954 |
| ---- | ---- | ---- | ---- | ---- | ---- | ---- | ---- | ---- |
| 645  | 554  | 526  | 502  | 524  | 528  | 536  | 530  | 562  |

| 1962 | 1968 | 1975 | 1982 | 1990 | 1999 | 2004 | 2006 | 2009 |
| ---- | ---- | ---- | ---- | ---- | ---- | ---- | ---- | ---- |
| 556  | 643  | 617  | 723  | 779  | 779  | 848  | 867  | 882  |

| 2014 | 2019 | 2022 | - | - | - | - | - | - |
| ---- | ---- | ---- | - | - | - | - | - | - |
| 999  | 992  | 996  | - | - | - | - | - | - |

## Culture locale et patrimoine

### Lieux et monuments

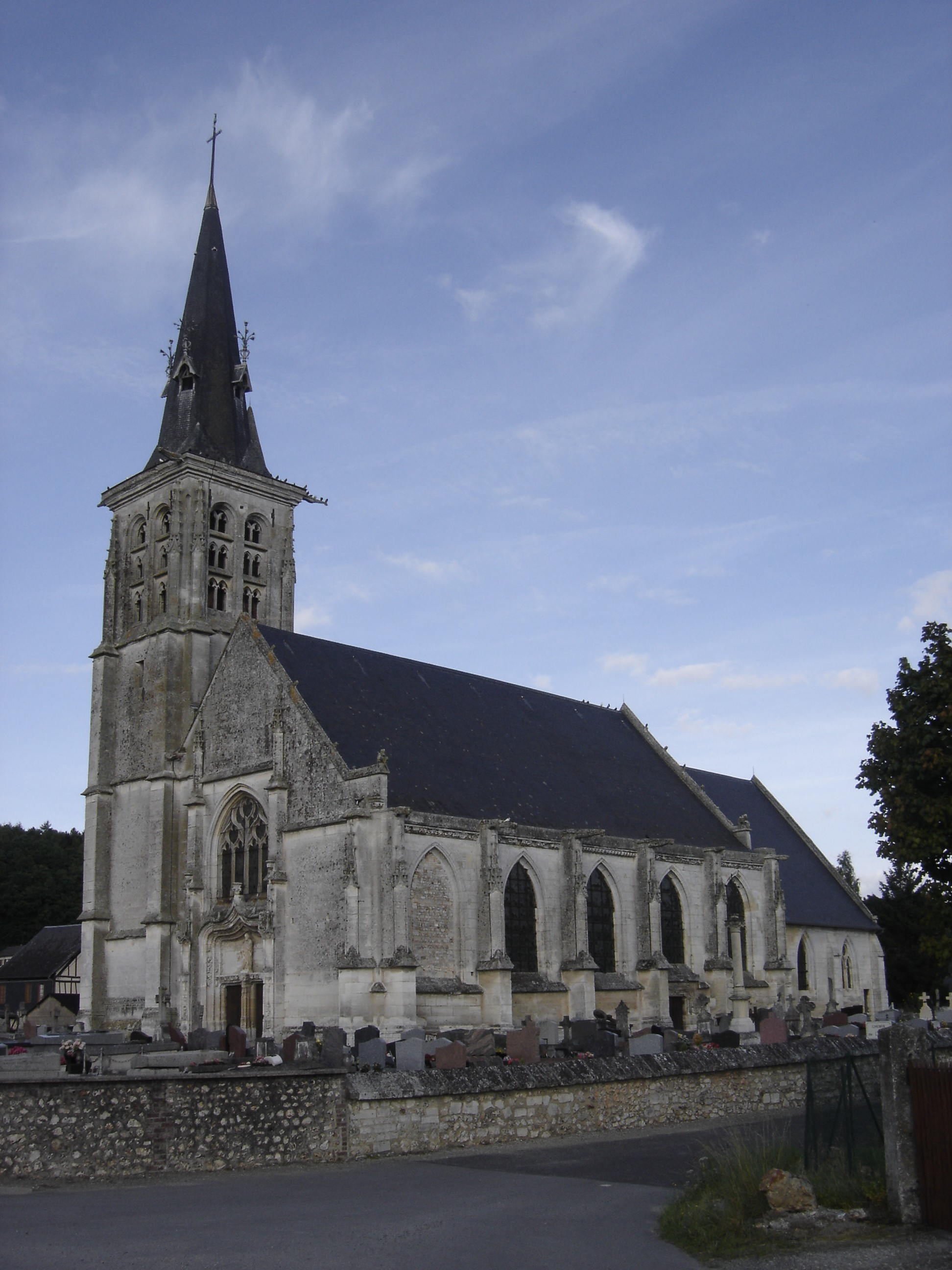
Église Saint-André.

La commune d'Appeville-Annebault compte un édifice classé au titre des monuments historiques :
- l'église Saint-André d'Appeville (XIVe et XVIe siècles)  Classé MH (1862)[28]. Dédiée à saint André, cette église fut commencée en 1518 (par Jean IV d'Annebault)[29] et achevée par les soins des deux illustres frères d'Annebault. L'église est construite entièrement de pierre. Leurs armes reproduites dans différents endroits attestent suffisamment qu'ils avaient dû contribuer pour une large part dans les réparations[pas clair]. Le chœur de l'église a d'abord été construit au XIVe siècle, et après, la nef et la tour au XVIe siècle. L'un des éléments les plus intéressants de cette construction semble être une corniche extraordinairement ouvragée d'animaux et fruits qui fait, sous le toit, le tour de la nef.

Par ailleurs, de plusieurs autres édifices sont inscrits à l'Inventaire général du patrimoine culturel :
- la chapelle Sainte-Catherine du XIIe siècle au lieu-dit Rondemare[30]. Elle était placée sous le patronage de l'abbaye de Corneville ;
- le monument aux morts du XXe siècle[31] ;
- un site défensif des XIe ou XIIe siècle et un manoir, au lieu-dit le Vieux Montfort[32]. La motte a été érigée au XIe ou au XIIe siècle. La date de construction du logis est inconnue ; il fait l'objet d'un restauration au XVIe siècle ; il est détruit après 1854. Le manoir devient la propriété de l'abbaye du Bec-Hellouin entre 1255 et 1346. Ne subsistent aujourd'hui que des vestiges ;
- deux maisons au lieu-dit l'Ermitage : l'une du XIXe siècle[33], l'autre du XVIIIe siècle[34] ;
- une ferme du XVIIIe siècle au lieu-dit le Moulin Mignon[35] ;
- un château du XVIe siècle au lieu-dit Annebault[36]. La construction de ce château a commencé en 1522 pour l'amiral Claude d'Annebault, mais a été interrompue en 1546. L'édifice est aujourd'hui entièrement détruit.

### Personnalités liées à la commune
- Le cardinal Jean Le Veneur de Tillières, mort en 1543 et enterré dans l'église Saint-André d'Appeville.
- Le cardinal Jacques d'Annebault († 1558), cousin-germain du cardinal Le Veneur.

### Patrimoine naturel

#### Natura 2000
- Risle, Guiel, Charentonne[37].

#### ZNIEFF de type 1
- Les prairies et les étangs de la Mulotière et de la Thillaie[38] ;
- La mare de la Forge[39] ;
- Le chêne à la Vierge[40].

#### ZNIEFF de type 2
- La vallée de la Risle de Brionne à Pont-Audemer, la forêt de Montfort[41].

#### Site classé
- Le vallée de la Risle  Site classé (1993)[42].

### Héraldique
| Blason de Appeville-Annebault | Blason  | De gueules à la croix de vair cantonnée, aux 1er et 4e d'une pomme d'or feuillée du même et, aux 2e et 3e, d'un bar d'argent. |
| Blason de Appeville-Annebault | Détails | Le statut officiel du blason reste à déterminer.                                                                              |